# Argemiacris platicercis
Argemiacris platicercis är en insektsart som beskrevs av Ronderos 1978. Argemiacris platicercis ingår i släktet Argemiacris och familjen gräshoppor. Inga underarter finns listade i Catalogue of Life.